# Sven Milltoft
Sven Arne Ingmarson Milltoft, född 25 juli 1965 i Svedala församling, Malmöhus län, är en svensk präst och politiker.

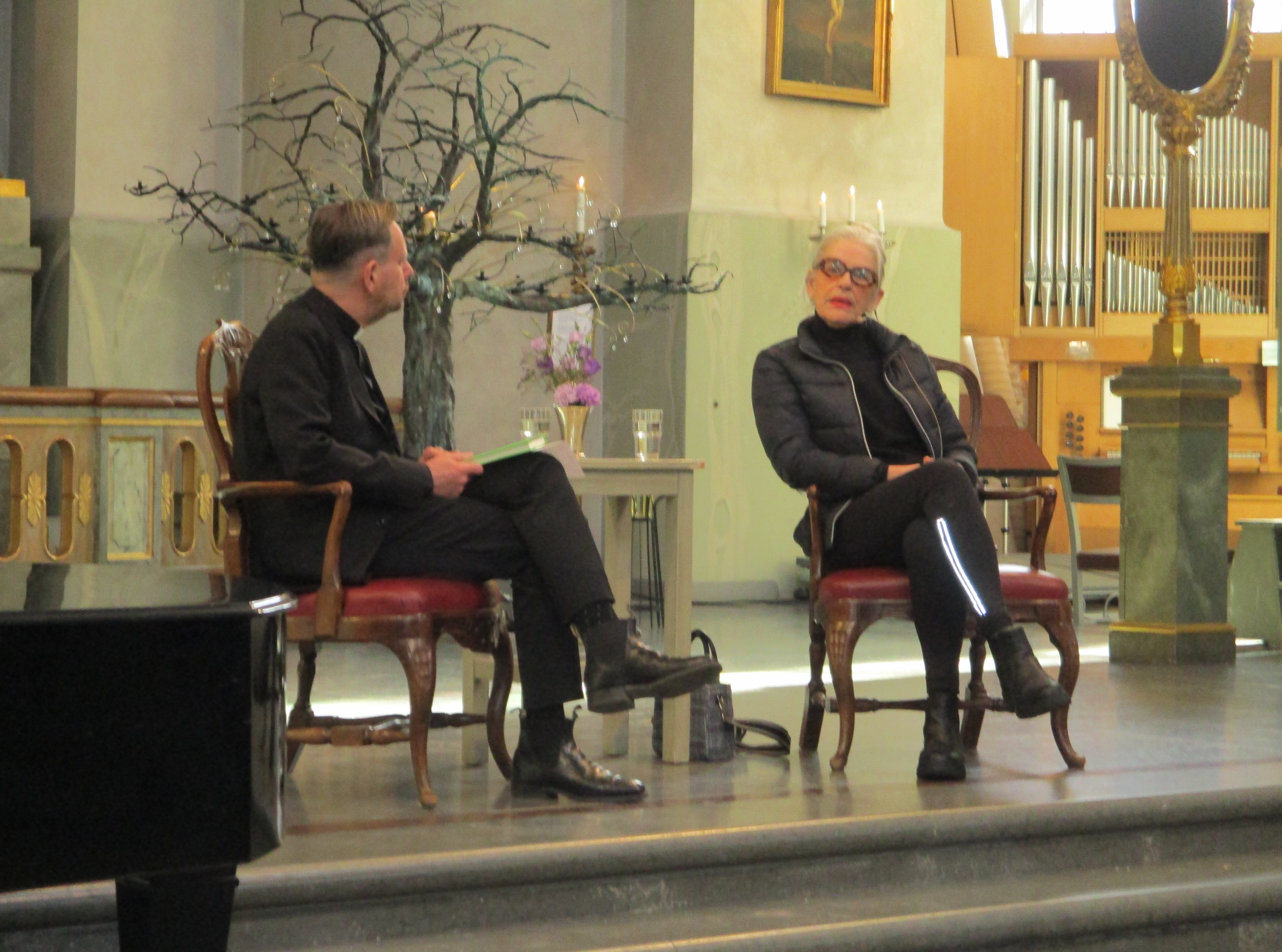
Milltoft intervjuar Ewa Fröling om hennes senaste bok i Hedvig Eleonora kyrka 12 mars 2023

## Biografi
Sven Milltoft föddes 1965 i Svedala församling. Han studerade teologi vid Lunds universitet och prästvigdes 1994 i Lunds domkyrka. Milltoft arbetade som präst i Malmö S:t Pauli församling och blev 1995 kaplan vid Svenska kyrkans utbildningscentrum i Sigtuna. Han blev 2008 kyrkoherde i Hedvig Eleonora församling, Stockholm och 2015 kontraktsprost i Östermalms kontrakt.
Milltoft är ordförande i Stockholms stifts kyrkosångsförbund och Stiftelsen Hildur Ströms minne. Han blev 2022 ordförande för nomineringsgruppen Borgerligt alternativ.

## Artiklar
- 2002 – Införlivanden som livshållning ur Människan och hennes plats.[7]
- 2006 – Kyrka för sökare ur Det hände i Storkyrkan, minnen ur Sveriges historia.[8]